# Erasmus Petter Sjövall
Erasmus Petter Sjövall, född 21 augusti 1803 i Ystad, död 13 april 1834 i Uppsala, var en svensk skådespelare och teaterdirektör. 
Erasmus Petter Sjövall föddes i Ystad 1803 som son till köpmannen Hans Henrik Sjövall (död 1819) och Anna Kristina Wåhlin (död 1842). Han nämns som medlem i Josef August Lamberts teatersällskap under dess uppträdande i Göteborg 1823. Han var då en uppskattad aktör i hjälteroller.  Han författade även den populära pjäsen Kotzebue och Sand. Han anställdes 1830 vid Fredrik Julius Widerbergs sällskap, men bildade senare samma år sitt eget teatersällskap tillsammans med Carl Winge. Sällskapet uppträdde i Finland 1830-31. Sjövall nämns ofta i samband med svensk landsortsteater under 1800-talet, då många svenska skådespelare vid en eller annan tidpunkt var engagerade i hans teatersällskap, trots att detta var kortlivat. Han var gift med Lamberts svägerska Jeanna Jacobsson. 
Sjövall blev välkänd i svensk teaterhistoria efter att ha figurerat i August Blanches lustspel Ett resande teatersällskap, där han var förebild för direktören. 